# Берзек, Хаджи Догомуко Керендуко
Хаджи Догомуко Керендуко Берзек (1802—1880) — последний князь убыхов (1846—1864), один из наиболее значимых предводителей борьбы причерноморских убыхов и черкесов против Российской империи.

## Предыстория
Род Берзеков — влиятельнейшее убыхское семейство на Северном Кавказе XIX века. В 1830-х годах род составлял более 400 семейств, проживавших в долинах рек Сочи, Дагомыса, Шахе. Образовывали клан с шапсугским родом Шупако. Враждовали с абхазским родом князей Аублаа, владевших прибрежными землями в долине реки Сочи. Вероятно, ветвью рода является абадзехская фамилия Берзеч (адыг. Бэрзэдж). Также вероятно, что ныне проживающие в Абхазии носители фамилии Берзениа (Барзаниа) относятся также к этому роду. Это касается и существующих среди кабардинцев фамилий Берсековы, Березговы. 

## Биография
Родился в 1804 году в Черкесии, в убыхской аристократической семье Берзек. Сын Хатажука Берзека и племянник Хаджи Исмаила Берзека. В 1839 году Догомуко Керендуко Берзек совершил паломничество (хадж) в Мекку. Возвращаясь из Мекки через Стамбул Керандуко Берзек встретился с польским агентом Чайковским и установил с ним доверительные отношения. 14 мая 1846 года Берзек писал главе польского повстанческого Национального Правительства князю Адаму Ежи Чарторыйскому:  
```
Наши народы объединяет наличие общего врага, а также стремление к свободе и независимости. Я обязуюсь принимать у себя польских дезертиров из российской армии, равно как и других, и хорошо с ними обращаться. Я также обязуюсь взять с собой в Черкессию майора артиллерии и инженерных войск Казимира Гордона, окружить его опекой и обеспечить всем, в чем он будет нуждаться, для оказания нам помощи в борьбе против общего врага. Мы будем присушиваться к его советам, и относиться к нему, как к посланнику главы Польши
[
1
]
[
2
]
[
3
]
.
```

В 1841 году возглавлял ополчение убыхов во время похода на Абхазию. В этом же году он нанес сокрушительное поражение отряду генерала Анрепа, которое стало одним из наиболее кровопролитных поражений царских войск за весь период Кавказской войны.
В 1846 году после смерти своего дяди Хаджи Исмаила, встал во главе рода Берзе́ков и всех убыхов.

## Объединение горцев
В 1861 году, на завершающем этапе Кавказской войны, выступил одним из инициатором объединения горцев в единое государство, встав во главе созданного правительства-меджлиса. На тот момент ему было почти шестьдесят лет. В борьбе за свободу и независимость своей родины прославился исключительной храбростью. Современники называли его убыхским Шамилем.

## Эмиграция и смерть
18 марта 1864 года после поражения горцев на реке Годлик князь Хаджи Догомуко Керендуко Берзек вместе с убыхским народом покинул родину (Черкесию) и эмигрировал в Османскую империю. После прибытия в Стамбул Хаджи Берзек был принят самим османским султаном Абдул-Азизом (1861—1876). Султан предложил Хаджи Берзеку, чтобы он вместе со своим семейством проживал в Стамбуле. Однако Берзек, поблагодарив монарха за внимание к его персоне, вежливо отказался от предложения султана и выбрал местом жительства округ Маньяс, где поселился в селе Еникёй, в окружении других убыхских поселений.
В 1877-1878 годах Хаджи Догомуко Берзек, командуя 5-тысячным конным отрядом убыхов ( Адские кинжалы) , участвовал в русско-турецкой войне на Балканах. 
В 1881 году Хаджи Догомуко Берзек скончался в преклонном возрасте. Похоронен на родовом кладбище в селе Еникёй. У него было четыре сына, двое из которых погибли в боях с русскими во время Кавказской войны. Остальные два — Ислам-бей и Тевфик-бей — вместе с отцом переселились в Османскую империю.